# Rhampsinitus brevipalpis
Rhampsinitus brevipalpis is een hooiwagen uit de familie echte hooiwagens (Phalangiidae).